# Tissington
Tissington – wieś w Anglii, w hrabstwie Derbyshire, w dystrykcie Derbyshire Dales. Leży 25 km na północny zachód od miasta Derby i 206 km na północny zachód od Londynu.